# Keizerrotshagedis
De keizerrotshagedis (Platysaurus imperator) is een hagedis uit de familie gordelstaarthagedissen (Cordylidae).

## Naam
De soort werd voor het eerst wetenschappelijk beschreven door Donald George Broadley in 1962. De soortaanduiding imperator betekent letterlijk vertaald 'keizer'.

## Uiterlijke kenmerken
De keizerrotshagedis heeft een zeer sterk afgeplat lichaam en bereikt een totale lichaamslengte tot ongeveer 40 centimeter. De mannetjes zijn eenvoudig te onderscheiden van de vrouwtjes door het egaal gele tot roodoranje lichaam inclusief staart met duidelijk afstekende bruine tot zwarte poten en een gele nek, soms is de kop nog feller gekleurd. Meestal hebben mannetjes over het hele lijf kleine lichtere plekjes en de vrouwtjes zijn meestal donker grijsbruin tot zwart, hebben lichte strepen van de snuit tot de staartwortel en missen felle kleuren. Ook juvenielen hebben een meestal zwarte kleur en longitudinale strepen.
Wat betreft de lichaamsbouw lijkt de keizerrotshagedis sterk op de roodstaartrotshagedis (Platysaurus intermedius), maar deze laatste soort is meestal gestreept en heeft enkel een rode staart.

## Verspreiding en habitat
De keizerrotshagedis komt voor in delen van Afrika; in noordoostelijk Zimbabwe tot Mozambique. De habitat bestaat uit graniet- of zandsteenrotsen in droge gebieden zoals graslanden en heidevelden.

## Levenswijze
Het voedsel bestaat uit kleine ongewervelden zoals sprinkhanen, kevers en andere insecten. Deze soort kan wel 14 jaar oud worden, in gevangenschap waarschijnlijk nog veel ouder.
Mannetjes verdedigen een territorium tegen andere mannetjes, ze tonen hun felle borstkleuren door het lichaam op te richten. De vrouwtjes zetten meestal twee eieren af die een zachte schaal hebben en langwerpig van vorm zijn. De eieren worden meestal afgezet in rotsspleten.
De keizerrotshagedis leidt een leven tussen de rotsen waar het dier in de ochtend en middag een zonnebad neemt en op prooien jaagt. Op het heetst van de dag schuilt de hagedis onder een steen. Ook bij gevaar schiet de hagedis in een rotsspleet en zuigt volgens lucht op zodat het lichaam muurvast komt te zitten.

## Gevangenschap
De keizerrotshagedis is relatief gemakkelijk in leven te houden en heeft een bonte kleur. Deze eigenschappen maken de soort erg populair in de handel in exotische dieren. Omdat er vele malen meer exemplaren verkocht werden dan er werden gekweekt in gevangenschap, is de natuurlijke populatie grotendeels leeggehaald. De hagedis is nu niet meer zo algemeen als vroeger en wordt door internationale regelgeving beschermd. Door de internationale natuurbeschermingsorganisatie IUCN wordt de hagedis beschouwd als kwetsbaar.